# Daniel Jacobus Erasmus
Daniel Jacobus Erasmus (1830–1913) búr politikus, 1871-72 között a Transvaal Köztársaság elnöke.

## Élete
1830-ban született Dél-Afrikában.
Elnökké választása előtt, nagy valószínűséggel a népgyűlés (Volksraad) tagja volt. 1871-ben megválasztották a Transvaal Köztársaság miniszterelnökévé. Szám szerint ő volt a Transvaal Köztársaság  5. elnöke. Elődje Marthinus Wessel Pretorius, utódja Thomas François Burgers elnök volt.
1872-ben befejezi miniszterelnöki pályafutását.
1913-ban hunyt el, nagy valószínűséggel Dél-Afrika területén, 83 éves korában.